# Tarot
Taroty (tarocchi, trionfi) jsou původně hrací karty s nejasným původem. Nejčastěji jsou spojovány se hrou taroky či s vykládáním budoucnosti. Názory na jejich původ i využití, stejně jako na jejich symboliku a její funkci, se značně různí.

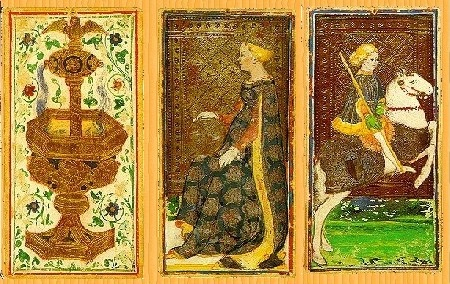
Tarotové karty (Itálie, 15. století)

## Historie
Doba a místo vzniku tarotových karet jsou neznámé, z historických pramenů je však nesporné, že poprvé se objevily v Evropě. Z několika dochovaných středověkých právních listin, jež zakazovaly (a přesně vypočítávaly) všechny tehdy známé hazardní hry, se dá odvodit, že na konci 13. století ještě známy nebyly, nezmiňovali se o nich ani Petrarca, který v polovině 14. století napsal pojednání o hazardních hrách, či jeho současník Boccaccio, který ve svém Dekameronu postupně uváděl všechny tehdy známé neřesti. První dochovaná zmínka o hracích kartách je pravděpodobně v zákoně bernského kantonu z roku 1367 (jenž je zakazoval), podobné zákony jsou známy např. z italské Florencie (1376), francouzského Marseille (1381), Lille (1382) či německého Ulmu (1397).
V novověku k nejdůležitějším tarotovým kartám patřil Wirthův tarot z konce 19. století, který vytvořil francouzský hermetik Osvald Wirth. Ve dvacátem století pak k nejdůležitějším patří Crowleyův tarot, nazvaný podle anglického okultisty Aleistera Crowleyho.
Mezi několika tarotovými hrami, které vznikaly za první Československé republiky, je nejdůležitější tzv. Lasenicův tarot, nazvaný tak podle hermetika Petra Kohouta, který byl znám jako Pierre de Lasenic. Výtvarné provedení originálních karet je dílem Lasenicova blízkého přítele a žáka, prof. Vladislava Kužela. Spolu s karetní sadou vznikla také kniha Tarot, klíč k iniciaci.
V sedmdesátých letech 20. století začala vznikat velká tarotová arkána českého hermetika Josefa Loudy, známého pod pseudonymem Theofanus Abba. Výtvarně je pracoval Martin Stejskal, který k nim v 90. letech připojil i malá arkána a na konci roku 2018 byla hra, spolu s celým dílem Theofana Abby, vydána. 
Roku 2021 zveřejnila americká výzkumná agentura Springstide Research Institute výsledky výzkumu, podle něhož u generace Z roste obliba tarotu a podobných praktik.
V září a říjnu roku 2023 v Bold Gallery v pražských Holešovicích výstava s názvem "Tarot", představující 22 autorských zpracování jednotlivých karet velkých arkán tarotu; užity jsou různé umělecké techniky. Všechna díla pocházejí z ateliérů současných mladých umělců a umělkyň, povětšinou studujících na uměleckých školách a výtvarných akademiích.